# Nikolaï Krylov
Pour les articles homonymes, voir Krylov.
Nikolaï Mitrofanovitch Krylov (en russe : Николай Митрофанович Крылов), né le 29 novembre 1879 à Saint-Pétersbourg et mort le 11 mai 1955 à Moscou, est un mathématicien russe, membre de l'Académie des sciences de l'Union Soviétique de 1928 jusqu'à sa mort. Ses travaux portèrent principalement sur l'interpolation et la résolution numérique des équations différentielles.